# Bolivie aux Jeux olympiques d'hiver de 2022
La Bolivie participe aux Jeux olympiques d'hiver de 2022 à Pékin en Chine du 9 au 20 février 2022. Il s'agit de sa septième participation à des Jeux d'hiver.

## Athlètes engagés
La délégation compte deux hommes, un skieur alpin et un fondeur, les deux mêmes sportifs qui avaient participé aux Jeux précédents de PyeongChang.
| Sport       | Hommes | Femmes | Total |
| ----------- | ------ | ------ | ----- |
| Ski alpin   | 1      | 0      | 1     |
| Ski de fond | 1      | 0      | 1     |
| Total       | 2      | 0      | 2     |

## Résultats

### Ski alpin
Simon Breitfuss Kammerlander, skieur de 29 ans ayant la double nationalité bolivo-australienne se qualifie pour toutes les épreuves alpines. En janvier 2022, ce dernier a remporté la compétition sur le circuit World Pro Ski Tour en slalom parallèle à Aspen 
| Athlète                      | Épreuve  | Temps         | Rang    |
| ---------------------------- | -------- | ------------- | ------- |
| Simon Breitfuss Kammerlander | Super G  | Abandon       | Abandon |
| Simon Breitfuss Kammerlander | Descente | 1 min 48 s 26 | 34e     |

### Ski de fond
Timo Juhani Grönlund, initialement de nationalité finlandaise, se qualifie pour ses deuxième jeux
| Athlète              | Épreuve         | Temps       | Rang |
| -------------------- | --------------- | ----------- | ---- |
| Timo Juhani Grönlund | 15 km classique | 49 min 27 s | 89e  |